# Sam Kydd
Samuel John Kydd (n. 15 februarie 1915, Belfast, Regatul Unit al Marii Britanii și Irlandei – d. 26 martie 1982, Londra, Regatul Unit) a fost un actor britanic.

## Biografie
Fiul unui ofițer de armată, Kydd s-a născut în Belfast, Irlanda de Nord, dar s-a mutat în Anglia în copilărie. A urmat cursurile școlii Dunstable Grammar din Dunstable, Anglia. La începutul anilor '20, căuta de lucru în lumea divertismentului, ca MC pentru Oscar Rabin Band.
La începutul celui de-al Doilea Război Mondial, a plecat în Franța cu Forța Expediționară Britanică, dar a fost rapid capturat, petrecându-și restul războiului în Stalag XX-A, un lagăr lângă Toruń, în Polonia ocupată de Germani. După război, a scris o carte despre experiența sa.
În timpul internării sale de cinci ani, a condus activitățile teatrale ale lagărului, concepind și punând în scenă piese de teatru. S-a implicat atât de mult în munca sa încât, atunci când i s-a oferit repatrierea după trei ani de închisoare, a ales să-și continue activitatea teatrală. Ca recunoaștere a serviciilor sale valoroase din acei ani, a fost recompensat cu o pereche de măști de teatru confecționate de Crucea Roșie folosind sârmă ghimpată.
Înapoi în Marea Britanie după război, Kydd și-a reluat cariera cinematografică, pe care o începuse în 1940 cu They Came by Night. A apărut în multe alte filme, inclusiv titluri memorabile precum The Blue Lamp, Father Brown, The 39 Steps și I'm All Right Jack. A jucat adesea personaje cockney. Este cel mai bine amintit ca actor de personaj în filme precum Chance of a Lifetime, The Cruel Sea, Sink the Bismarck, Too Late the Hero, Yangtze Incident, Reach for the Sky, Eye of the Needle și Steptoe and Son Ride Again.
Kydd a apărut în peste 100 de filme și seriale de televiziune, inclusiv Pickwick Papers, Mess Mates, Arthur Askey, Benny Hill, Charlie Drake, Harry Worth, The Expert, Dixon of Dock Green, Crane și Orlando în 1963. În Crane, Kydd l-a interpretat pe Orlando O'Connor. Serialul l-a avut în distribuție pe Patrick Allen. Personajul lui Kydd a devenit atât de popular încât, atunci când Crane s-a terminat, i s-a oferit oportunitatea de a juca în propriul său serial pentru copii, Orlando.
A jucat, de asemenea, în Fossett Saga și Curry and Chips, precum și în versiunile pentru marele ecran ale Dad's Army și Till Death Do Us Part. Printre numeroasele sale filme de televiziune se numără The Tony Hancock Show, Minder, Orlando, Crane, Crossroads, Coronation Street (în care l-a interpretat pe tatăl lui Mike Baldwin), The Eric Sykes Show și Follyfoot.
Kydd a murit din cauza unei boli respiratorii la Londra, Anglia, în 26 martie 1982. Fiul său, Jonathan Kydd, i-a călcat pe urme tatălui său și a urmat cariera.
Jonathan Kydd a editat 4 volume din memoriile tatălui său, Sam Kydd: Memorii nepublicate, primul dintre acestea fiind publicat în 2021, Volumul 1: Be a Good Boy Sam, 1945–1952. De asemenea, i-a creat un site web.

## Filmografie selectivă
- The Captive Heart (1946) as POW in Top Bunk (uncredited)
- They Made Me a Fugitive (1947) as Eddie (uncredited)
- Fortune Lane (1947) (uncredited)
- A Song for Tomorrow (1948) as Sergeant
- Trouble in the Air (1948) (uncredited)
- Colonel Bogey (1948) as Bit Role (uncredited)
- To the Public Danger (1948) as Police Driver
- Love in Waiting (1948) as Bit Part (uncredited)
- It's Hard to Be Good (1948) as Husband (uncredited)
- Scott of the Antarctic (1948) as Leading Stoker E. McKenzie R.N.
- A Piece of Cake (1948) as Uncredited (uncredited)
- Once a Jolly Swagman (1949) as Johnny Briggs (uncredited)
- Portrait from Life (1949) as Army Truck Driver
- The Small Back Room (1949) as Crowhurst, door sentry
- Badger's Green (1949) as Uncredited (uncredited)
- Forbidden (1949) as Joe
- Floodtide (1949) as Barman (uncredited)
- Passport to Pimlico (1949) as Sapper
- Stop Press Girl (1949) as Railway Ticket Clerk (uncredited)
- Poet's Pub (1949) as George (uncredited)
- Vengeance Is Mine (1949) as Stacey
- Obsession (1949) as Club steward
- Trottie True (1949) as 'Bedford' Stage Manager (uncredited)
- Saints and Sinners (1949) as Man in Bar (uncredited)
- Madness of the Heart (1949) as Soldier at airport
- The Hasty Heart (1949) as Driver (uncredited)
- The Cure for Love (1949) as Charlie Fox
- The Blue Lamp (1950) as Bookmakers Assistant White City (uncredited)
- Chance of a Lifetime (1950) as Worker
- The Body Said No! (1950) as Sam (uncredited)
- Treasure Island (1950) as Cady
- The Miniver Story (1950) as Removal Man (uncredited)
- No Trace (1950) as Mechanic
- Seven Days to Noon (1950) as Soldier in House Search (uncredited)
- Cage of Gold (1950) as Waiter (uncredited)
- Blackout (1950) (uncredited)
- The Magnet (1950) as Postman
- The Clouded Yellow (1950) as Police Radio Operator (uncredited)
- Highly Dangerous (1950) as Customs Man (uncredited)
- The Second Mate (1950) as Wheeler (uncredited)
- The Dark Man (1951) as Sergeant Major
- Mister Drake's Duck (1951) (uncredited)
- Pool of London (1951) as 2nd Engineer (uncredited)
- Captain Horatio Hornblower R.N. (1951) as Seaman Garvin (uncredited)
- Penny Points to Paradise (1951) as Porter / Taxi Driver
- Assassin for Hire (1951) as Bert
- The Galloping Major (1951) as Newspaper Vendor (uncredited)
- Hell Is Sold Out (1951) (uncredited)
- Cheer the Brave (1951)
- High Treason (1951) as Sam - Printer (uncredited)
- Mr. Denning Drives North (1951) as Minor Role (uncredited)
- Secret People (1952) as Irish Police Sergeant
- Judgment Deferred (1952) as Ambulance Man (uncredited)
- Sing Along with Me (1952)
- Hunted (1952) as Potman
- Angels One Five (1952) as Mess Waiter
- Curtain Up (1952) as Ambulanceman (uncredited)
- Brandy for the Parson (1952) as Lorry Driver
- Derby Day (1952) as Harry Bunn
- The Brave Don't Cry (1952) as Porter
- The Lost Hours (1952) as Fred - mechanic at Bristow & Brown
- The Hour of 13 (1952) as Reporter (uncredited)
- Trent's Last Case (1952) as Inspector Murch
- The Voice of Merrill (1952) as Sgt. Baker
- Hot Ice (1952) as Adams
- Time Bomb (1953) as Train Ticket Clerk (uncredited)
- Appointment in London (1953) as Ackroyd
- The Titfield Thunderbolt (1953) as Policeman (uncredited)
- The Cruel Sea (1953) as Carslake
- Death Goes to School (1953) as Sergeant Harvey (uncredited)
- The Steel Key (1953) as Chauffeur
- Single-Handed (1953) as Naval Rating (uncredited)
- Malta Story (1953) as Soldier (uncredited)
- The Master of Ballantrae (1953) (uncredited)
- The Saint's Return (1953) as Barkley (Joe Podd)
- Love in Pawn (1953) (uncredited)
- They Who Dare (1954) as Marine Boyd
- The Runaway Bus (1954) as Security Officer
- Devil on Horseback (1954) as Darky
- The Rainbow Jacket (1954) as Bruce
- Father Brown (1954) as Scotland Yard Sergeant
- The Embezzler (1954) as Railway Inspector (uncredited)
- The Young Lovers (1954) as Driver, Embassy car JAK711 (uncredited)
- Radio Cab Murder (1954) as George Spencer
- Final Appointment (1954) as Vickery
- Lilacs in the Spring (1954) as Actor in Beaumont Film (uncredited)
- The End of the Road (1954) as First Postal Clerk
- Impulse (1954) as Ticket Inspector (uncredited)
- The Glass Cage (1955) as George
- Raising a Riot (1955) as Messenger (credited as 'Sam Kidd')
- As Long as They're Happy (1955) as Milkman (uncredited)
- Where There's a Will (1955) as Jeep driver
- The Dark Avenger (1955) as Minor Role (uncredited)
- The Constant Husband (1955) as Adelphi Barman (uncredited)
- Passage Home (1955) as Sheltia
- A Kid for Two Farthings (1955) (uncredited)
- The Quatermass Xperiment (1955) as Police sergeant questioning Rosie
- One Way Out (1955) as Gang Member (uncredited)
- Josephine and Men (1955) as Desk Sergeant
- The Cockleshell Heroes (1955) as fish lorry driver (uncredited)
- The Ladykillers (1955) as Second Cab Driver (uncredited)
- Portrait of Alison (1955) as Bill, the Telephone Engineer (uncredited)
- Storm Over the Nile (1955) as Joe (uncredited)
- A Town Like Alice (1956) as Australian Driver (uncredited)
- Soho Incident (aka Spin a Dark Web) (1956) as Sam
- It's Never Too Late (1956) (uncredited)
- Ramsbottom Rides Again (1956) (uncredited)
- Jacqueline (1956) as Foreman
- The Long Arm (1956) as Police Constable in Information Room
- Reach for the Sky (1956) as Warrant Officer Blake
- The Baby and the Battleship (1956) as Chief Steward (uncredited)
- It's a Wonderful World (1956) as Attendant
- Home and Away (1956) as Albert West
- Tiger in the Smoke (1956) as Tom Gripper
- Yangtse Incident: The Story of H.M.S. Amethyst (1957) as AB Walker RN
- Carry On Admiral (1957) as Attendant
- You Can't Escape (1957) as Ted the Poacher (uncredited)
- The Long Haul (1957) as Taxi Driver (uncredited)
- The Scamp (1957) as Shopkeeper
- Just My Luck (1957) as Craftsman
- Barnacle Bill (1957) as Frogman
- Dangerous Exile (1957) (uncredited)
- A Tale of Two Cities (1958) as Joe—Coach Guard (uncredited)
- Happy Is the Bride (1958) as Foreman
- The Safecracker (1958) as McCullers
- Orders to Kill (1958)
- Up the Creek (1958) as Bates
- Law and Disorder (1958) as Shorty
- A Question of Adultery (1958) as Court Reporter
- I Was Monty's Double (1958) as Go-Between
- Further Up the Creek (1958) as Bates
- The Captain's Table (1959) as Sailor Opening Water Valve (uncredited)
- Too Many Crooks (1959) as Tramp (uncredited)
- Make Mine a Million (1959) as Mail Van Robber (uncredited)
- Carlton-Browne of the F.O. (1959) as Signaller
- The 39 Steps (1959) as Train Steward (uncredited)
- The Hound of the Baskervilles (1959) as Perkins
- I'm All Right Jack (1959) as Shop Steward
- Upstairs and Downstairs (1959) as Driver (uncredited)
- Libel (1959) as Newspaper Vendor (uncredited)
- Sink the Bismarck! (1960) as Civilian Worker on 'Prince of Wales' (uncredited)
- Life Is a Circus (1960) as Removal man
- Dead Lucky (1960) as Harry Winston
- Follow That Horse! (1960) as Farrell
- The Price of Silence (1960) as Slug
- There Was a Crooked Man (1960) as Foreman
- Suspect (1960) as Slater. (Released in the United States as 'The Risk')
- The House in Marsh Road (1960) as Morris Lumley
- The Treasure of Monte Cristo (1961) as Albert
- Clue of the Silver Key (1961) as Tickler
- The Iron Maiden (1962) as Fred Carter
- Smokescreen (1964) as Hotel Waiter
- The Projected Man (1966) as Harry Slinger
- Island of Terror (1966) as Constable John Harris
- Smashing Time (1967) as Workman
- Till Death Us Do Part (1968) as Fred
- The Killing of Sister George (1968) as Taxi Driver (uncredited)
- Moon Zero Two (1969) as Barman
- The Last Grenade (1970) (uncredited)
- Too Late the Hero (1970) as Colour-Sergeant
- 10 Rillington Place (1971) as Furniture Dealer
- Dad's Army (1971) as Nazi Orderly
- Quest for Love (1971) as Taximan
- Up the Chastity Belt (1971) as Locksmith
- The Magnificent Six and 1/2 (1971)
- The Alf Garnett Saga (1972) (uncredited)
- My Name is Harry Worth (1972) T.V. Show ( Man with the Flu in Bed )
- Steptoe and Son Ride Again (1973) as Claude
- Confessions of a Window Cleaner (1974) as 1st Removal Man
- Great Expectations (1974) as Arthur Compeyson (scarred convict)
- The Amorous Milkman (1975) as Wilf
- Confessions of a Driving Instructor (1976) as Mr.Gibson (scenes deleted)
- Yesterday's Hero (1979) as Sam Turner
- Coronation Street (1980–1982) as Frank Baldwin, 12 episodes
- Danger on Dartmoor (1980)
- The Shillingbury Blowers (1980) as Reggie
- Oglinda spartă (1980) – tehnicianul cu efectele speciale (nemenționat)
- Eye of the Needle (1981) as Lock Keeper